# Mohamed Iqbal
Pour les articles homonymes, voir Iqbal.
Mohamed Iqbal (ourdou : محمد اقبال, souvent transcrit Muhammad Iqbal), né le 9 novembre 1877 à Sialkot dans le Pendjab en Inde britannique (actuel Pakistan) et mort le 21 avril 1938 à Lahore, est un poète, barrister et philosophe de l'époque de l'Inde britannique. Mohamed Iqbal est considéré comme un des poètes musulmans les plus influents du XXe siècle. Il est aussi vu comme le père spirituel du Pakistan, créé après sa mort,,.

## Biographie
Mohamed Iqbal, dont les ancêtres étaient des brahmanes du Cachemire convertis à l’Islam depuis plusieurs siècles, fait ses études à Sialkot. Très jeune, il se distingue par son talent de poète et côtoie les grands maîtres de la poésie ourdou, tel que Dagh. Encouragé par ses professeurs, dont l’érudit Maubi Mir Hasan, Iqbal s’installe à Lahore (Penjab, Pakistan), en 1895 pour y entreprendre des études universitaires. Lahore était devenu à cette époque un grand centre intellectuel, et c’est dans cette ville qu’il sera initié à la littérature et à la pensée occidentales, notamment grâce à sa rencontre avec Sir Thomas Arnold.
À partir de 1905, il séjourne pendant trois ans en Europe. Étudiant à Trinity College à Cambridge, puis en Allemagne, professeur d’arabe à l’université de Londres, Iqbal profite de son expérience européenne pour rencontrer notamment Bergson et Louis Massignon. De retour à Lahore en 1908, il abandonne la chaire de philosophie et de littérature anglaise qu’on lui offre, pour se consacrer à l’étude du droit, mais surtout à la vie politique de son pays.
Élu à l’assemblée législative du Pendjab en 1927, Iqbal se fait le défenseur de l’idée d’un État musulman dans le Nord-Ouest du sous-continent indien, en qualité de président de la session annuelle de la Ligue musulmane en 1930. Il contribuera quelques années plus tard par son influence à la naissance de l’État du Pakistan. Dès lors, la Ligue musulmane considère Iqbal comme son théoricien. Il assiste en 1932 à la conférence de la table ronde, à Londres, en vue d’établir un projet de constitution pour l’Inde. Il écrit une lettre au célèbre historien Akbar Shah Khan Najibabadi au sujet de la notion de califat.
Lorsque le 21 avril 1938, Iqbal mourut, le sourire aux lèvres, il laissa ce quatrain devenu célèbre : « Lorsque je quitterai ce monde, Chacun dira « Je l’ai connu. » Mais la vérité est, hélas ! Que personne ne savait qui était cet étranger ni d’où il venait. »

### Un philosophe duXXesiècle
Surnommé le poète de l’Orient (Shair-i-Mashriq), Iqbal est aujourd’hui étudié partout au Pakistan et plus largement dans le monde. Il « reconstruit » la pensée religieuse dans une optique dynamique créatrice et heureuse, défendant la nécessité de l'ijtihad (effort d'interprétation) et d'adapter l'Islam aux contextes présents. Ce faisant, Iqbal appartient au courant libéral de l'Islam.
Son œuvre poétique, composée en ourdou et en persan, est remplie de l’exaltation des gloires passées de l’Islam, de réactions contre le conservatisme soporifique des classes dirigeantes et surtout contre les doctrines négatives et mystiques[réf. souhaitée] qui, reprises selon lui dans le Védanta et le christianisme, ont amené l’Inde aux portes de l’humiliation[réf. souhaitée].
Son œuvre maîtresse est sans aucun doute Reconstruire la pensée religieuse de l'Islam. Ce livre magistral n'est pas un livre théologique comme le titre pourrait le faire penser.
Cette œuvre majeure, traduite en français par Eva de Vitray-Meyerovitch (1909-1999), fait un état des lieux de la pensée musulmane et de son apport à la pensée universelle. Iqbal y met en parallèle les théories de différents penseurs musulmans et occidentaux. Ce livre fait découvrir la grandeur de la philosophie musulmane, qu'on pourrait qualifier de philosophie active. Dans ce livre, on évoque à quel point les penseurs musulmans ont été influencés par la pensée grecque (qu'ils n'ont pas seulement apprise mais développée, critiquée…)[réf. nécessaire], qu'ils ont largement contribué à transmettre à l'ensemble de l'Europe.
Pour Iqbal, le but principal du Coran est « d’éveiller en l’homme une conscience plus haute de ses multiples relations avec Dieu et l’univers. »[réf. nécessaire] Il confirme l’homme dans le rôle qu’il doit jouer, « celui de coopérer avec Dieu afin d’aider l’humanité en marche ». Ce programme trouvera des échos dans la jeunesse musulmane pour qui « Iqbal est venu parmi elle comme un messie ressuscitant les morts. »[réf. nécessaire]
Le poète avait annoncé lui-même : « Je suis venu dans le monde comme un soleil neuf. » Cette philosophie originale[réf. nécessaire] trouve sa source dans le Coran et l'exemple de Mahomet. Elle insiste sur l'idée que l'homme ne peut s’épanouir que dans un climat de liberté, car l'esclavage empêche toute possibilité de création. Elle appelle l'homme à trouver le juste milieu entre sa vie spirituelle et sa vie temporelle. Code complet pour l'homme[réf. nécessaire], guide précieux dans tous les domaines de la vie, politique, économique, social et culturel[réf. nécessaire], le Coran n’en est pas moins un rappel à l’homme qu’il est également mortel[réf. nécessaire]. Ainsi, toutes les chances sont données à l'homme de s’épanouir dans les deux mondes[Par qui ?][Comment ?], avec à la sortie[Laquelle ?] la possibilité d’atteindre l’intemporel[Quoi ?].
La vie d'Iqbal, qui fut un combat contre la pauvreté, le défaitisme, la fatalité détournée de son vrai sens[Lequel ?][réf. nécessaire], l’esclavage des peuples et le racisme, est jalonnée de discours et de déclarations[réf. souhaitée] dans lesquels transparaît un soufisme actif et dynamique[réf. nécessaire], orienté vers le progrès et la science.

## Critique
V. S. Naipaul a un jugement sévère sur Iqbal en tant que penseur politique. Il le met en effet au nombre des responsables de la Partition des Indes qui fit plusieurs centaines de milliers de morts et il voit en lui un réactionnaire islamique inconséquent :

« Iqbal venait d'une famille hindoue récemment convertie ; et peut-être seul un nouveau converti pouvait-il parler ainsi. L'islam n'a rien à voir avec le christianisme, dit Iqbal. Loin d'être une religion de la conscience et de la pratique privées, l'islam s'accompagne de certains « concepts juridiques ». Ces concepts ont une « dimension civique » et créent un certain type d'ordre social. L' « idéal religieux » ne peut être séparé de l'ordre social. « Par conséquent, la construction d'une république sur des bases nationales [une république indienne laïque], si cela implique la disparition du principe islamique de solidarité, est tout simplement inconcevable pour un musulman. » (…) Ce que dit confusément Iqbal, c'est que les musulmans ne peuvent vivre qu'avec des musulmans.(…) Cela implique que l'univers parfait (…) est purement tribal, soigneusement découpé, chaque tribu dans son coin. Vision parfaitement chimérique. Ce qui en réalité sous-tend cette revendication d'un Pakistan et d'une république musulmane, et qui n'est pas spécifié, c'est le refus par Iqbal de l'Inde hindoue. Ses auditeurs le comprenaient assurément ; et tout comme lui ils avaient une idée concrète de ce qu'ils rejetaient.(…) Dans le discours – capital – d'Iqbal, cette république [islamique] est une abstraction poétique. Il faut l'accepter de confiance. Le nom du Prophète est même invoqué indirectement à l'appui de sa légitimité. Ce discours ne manque pas d'ironie aujourd'hui. Le Pakistan, à sa création, privait les musulmans restés en Inde de leurs droits civiques. Le Bangladesh est aujourd'hui indépendant. Au Pakistan même on ne parle que de dissolution. La nouvelle république musulmane s'est révélée semblable au système ancien, celui que connaissait Iqbal : inutile d'aller bien loin pour y trouver des gens aussi privés de parole et de représentation qu'en 1930, lorsque Iqbal prononçait son discours. »

— Jusqu'au bout de la foi, V.S. Naipaul.

## Œuvres

### En persan
- Les Secrets du moi, Lahore, 1915.
- Les Mystères du non-moi, Lahore, 1918.
- Message de l’Orient, Lahore, 1923.
- Le Livre de l’éternité, Lahore, 1932.

### En ourdou
- L’Aile de Gabriel, Lahore, 1935.
- Le Bâton de Moïse, Lahore, 1936.

### En anglais
- The Development of Metaphysics in Persia, Londres, 1908.
- The Reconstruction of Religious Thought in Islam, Londres, 1934.

### Traductions en français
- Reconstruire la pensée de l’Islam, trad. Eva de Vitray-Meyerovitch, Paris, Adrien Maisonneuve, 1955.
- La reconstruction de la pensée religieuse en Islam,  trad. de l'anglais, présenté et annoté par Abdennour Bidar, préface de Souleymane Bachir Diagne, Paris, Gallimard, coll. « Bibliothèque des Idées », 2020, 348 p.
- Message de l’Orient, trad. Eva de Vitray-Meyerovitch et Mohammed Achena, Paris, Les Belles Lettres, 1956.
- Le Livre de l’éternité, trad. Eva de Vitray-Meyerovitch et Mohammad Mokki, Paris, Albin Michel, coll. « Spiritualités vivantes, 1962 [1934]. Rééd., avec une préface d'Abdennour Bidar, Paris, Libretto, 2023, 201 p.  (ISBN 978-2-369-14862-3)
- Les Secrets du soi, trad. Eva de Vitray-Meyerovitch, Paris, Albin Michel, coll. « Spiritualités vivantes », 2000.

### Études
- Paul Arnaud : « Un Luther bergsonien musulman : Muhammad Iqbal », Bulletin de L'Amitié Charles Péguy, no 133-134, 2011. (Souligne la parenté entre Iqbal et Péguy, tous deux profondément bergsoniens.)
- Souleymane Bachir Diagne, Islam et société ouverte : La fidélité et le mouvement dans la philosophie d'Iqbal, Maisonneuve et Larose, Paris, 2001.
- Souleymane Bachir Diagne, Bergson postcolonial, Paris, CNRS éditions, 2011. (Montre l'influence de Bergson sur Iqbal.) / Lire compte-rendu en ligne.
- Saïda Bennani, « Mohammad Iqbal, une voix actuelle » in Aurora, n° 2, automne-hiver 2006.
- Abdennour Bidar, L'Islam face à la mort de Dieu. Actualité de la pensée de Mohammed Iqbal, Paris, François Bourin, 2010. (Veut montrer l'actualité de la pensée de Muhammad Iqbal.) 
  - Réédité sous le titre L'Islam spirituel de Mohammed Iqbal, Paris, Albin Michel, coll. Spiritualités vivantes, 2017.
- (en) Annemarie Schimmel, « Iqbal, Muhammad », sur iranicaonline.org, 19 mars 2012 (consulté le 9 septembre 2020)